# 法库阿
法库阿（阿拉伯语：فقوعة）是巴勒斯坦约旦河西岸北部杰宁省的一座村庄，位于巴勒斯坦的最北部。
法库阿位于杰宁市东北约11千米，处于基利波山麓，根据圣经传说，基利波山是扫罗王和非利士人战斗的地方。 这个村 有本属于他们的36平方千米土地在第一次中东战争后被划归以色列，2003年以色列建造西岸隔离墙后，又圈出0.245平方千米的土地，包括350棵橄榄和丁香树。
本村根据2006年的统计，居民人口为3490人，全部为穆斯林。
这个名字源于阿拉伯语Faqqua单词 `Fuqqu'，意思是蘑菇。
本村盛产仙人掌果，此外栽种有扁桃树和橄榄树，有分散的小块土地种植小麦、豆类和蔬菜，春季时山上野花盛开，是旅游的好地方。

## 外部链接

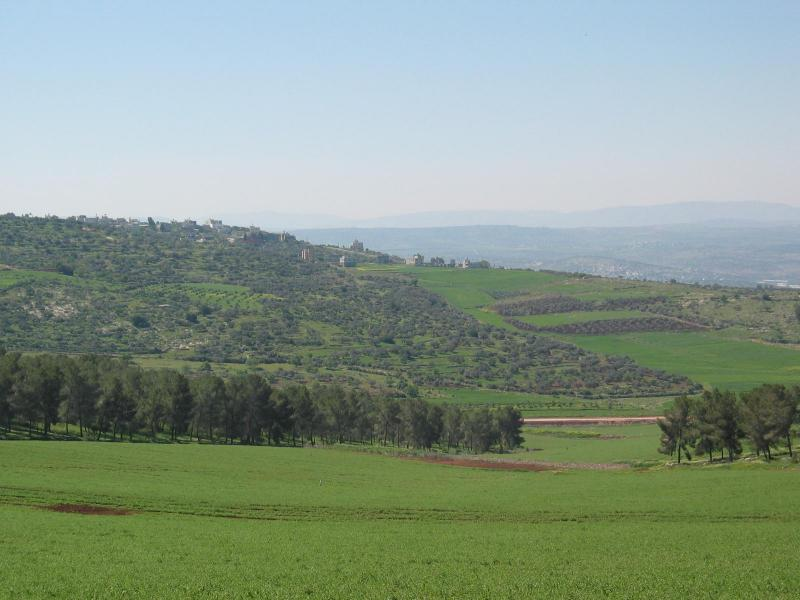
法库阿北部春季景色